# زفونيمير يوريتش
زفونيمير يوريتش هو لاعب كرة قدم كرواتي في مركز الدفاع، ولد في 10 أبريل 1976 في زادار في كرواتيا. لعب مع نادي زادار ‏.

## وصلات خارجية
- زفونيمير يوريتش على موقع قاعدة بيانات كرة القدم.إي يو (الإنجليزية)
- زفونيمير يوريتش على موقع Soccerway.com (الإنجليزية)